# Picrospora
Picrospora é um gênero de mariposa pertencente à família Acrolophidae.